# Karuizawa
Karuizawa (軽井沢町, Karuizawa-machi) est un bourg du district de Kitasaku, dans la préfecture de Nagano, au Japon.

## Géographie

### Situation
Karuizawa est situé au pied du mont Asama, à environ 125 km au nord-ouest de Tokyo, capitale du Japon.

### Démographie
Au 1er septembre 2016, la population de Karuizawa s'élevait à 20 366 habitants répartis sur une superficie de 156,05 km2.

## Transports
La gare de Karuizawa est desservie par la ligne Shinkansen Hokuriku de la compagnie JR East, ainsi que par la ligne Shinano Railway de la compagnie privée Shinano Railway.

## Culture locale et patrimoine

### Histoire
Au départ, Karuizawa était simplement la vingtième étape du Nakasendō, l’une des cinq routes qui reliaient Edo (l'ancien Tokyo) à Kyoto pendant l’époque d'Edo (une route de transit importante, très fréquentée depuis des siècles).
Par la suite, après l’arrivée du missionnaire canadien Alexander Croft Shaw (1846-1902) — le premier étranger à avoir découvert la ville en 1886 —, Karuizawa devint une destination réputée parmi les étrangers du Japon, qui y possédaient de nombreuses résidences d’été (vu l'altitude, le climat y est moins chaud et moins humide qu'à Tokyo). Aujourd'hui, outre les nombreuses résidences d’été, notamment de Tokyoïtes fortunés, on y trouve un complexe commercial de magasins-usine de luxe (grandes marques internationales), qui attire de nombreux touristes via la ligne de train super-express Shinkansen ouverte en 1997 (Tokyo est à une heure à peine[Interprétation personnelle ?] en train de Karuizawa).

### Jeux Olympiques
Karuizawa a hébergé les épreuves équestres des Jeux olympiques d'été de 1964, ainsi que les épreuves de curling des Jeux olympiques d'hiver de 1998. C'était à l'époque la seule ville au monde à avoir reçu à la fois les jeux d'été et les jeux d'hiver. Depuis, Pékin est aussi dans le même cas.

## Jumelages
- Campos do Jordão (Brésil)
- Whistler (Canada)